# Marthasterias
Marthasterias is een geslacht van zeesterren uit de familie Asteriidae.

## Soort
- Marthasterias glacialis (Linnaeus, 1758)